# Hormosininae
Hormosininae es una subfamilia de foraminíferos bentónicos de la Familia Hormosinidae, de la Superfamilia Hormosinoidea, del Suborden Hormosinina y del Orden Lituolida. Su rango cronoestratigráfico abarca desde Bathoniense (Jurásico medio) hasta la Actualidad.

## Discusión
Clasificaciones previas incluían Hormosininae en el Suborden Textulariina o en el Orden Lituolida sin diferenciar el Suborden Hormosinina.

## Clasificación
Hormosininae incluye a los siguientes géneros:
- Ginesina
- Hormosina
- Loeblichopsis
- Posadia †
- Pseudonodosinella
- Siliconodosarina

Otros géneros inicialmente asignados a Hormosininae y actualmente clasificados en otras familias son:
- Archimerismus, ahora en la Familia Hormosinellidae
- Reophanus, ahora en la Familia Hormosinellidae

Otros géneros considerados en Hormosininae son:
- Aueria, invalidado
- Auerinella, de estatus incierto